# Corona reial

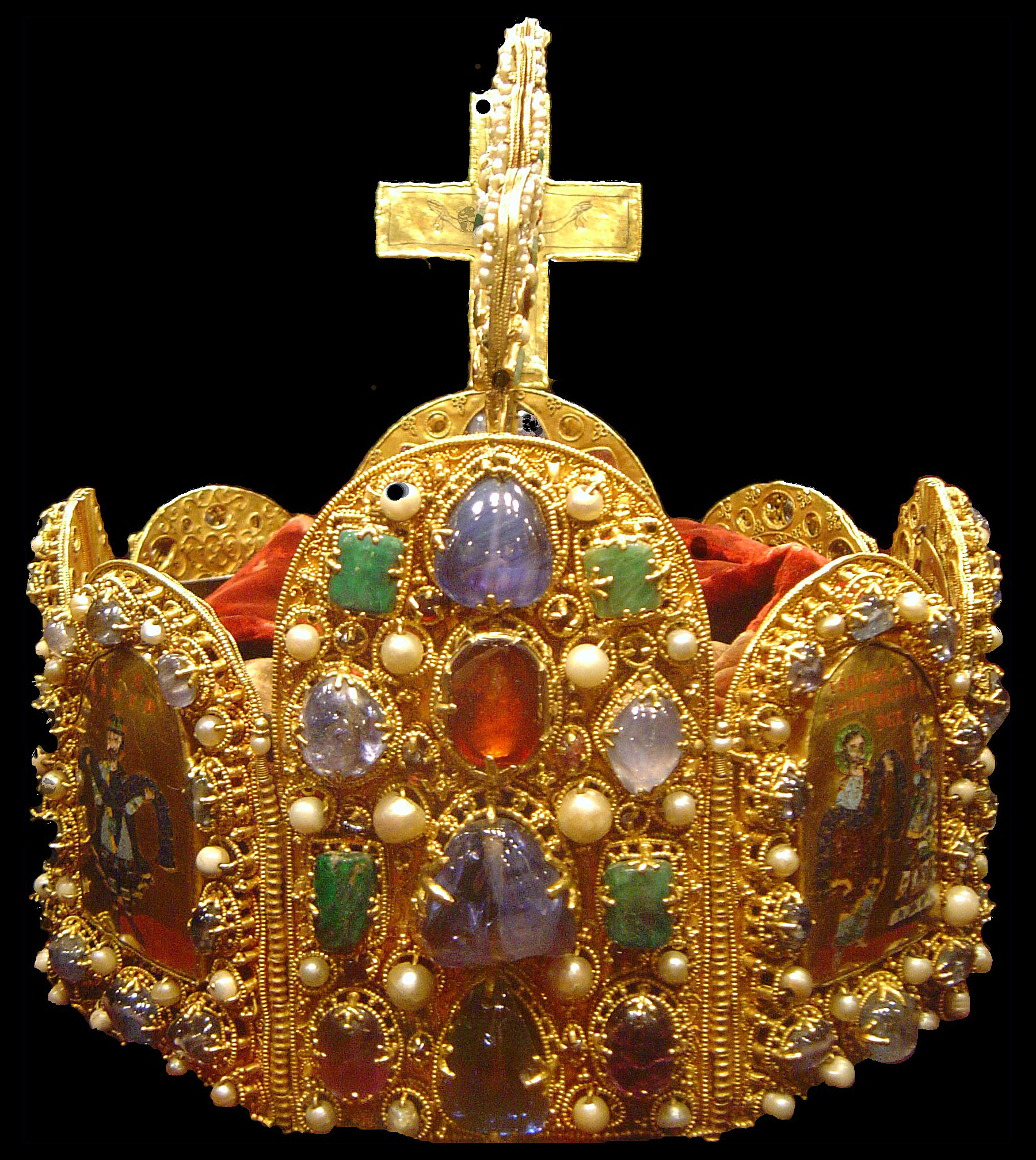
Corona del Sacre Imperi Romano-Germànic

La corona reial és el símbol de l'autoritat d'un monarca. Representada en heràldica cívica, també simbolitza sobirania.

## Descripció
Està formada per un cèrcol d'or i enriquit amb pedres precioses. Sol estar decorada amb vuit florons amb forma de fulles d'api, interpolats amb vuit puntes d'or més baixes, acabades en perles i el mateix nombre de diademes d'or i carregat de perles, rematades amb un orbe amb una creu situat a sobre.
Hi ha excepcions a aquesta definició, com la corona dels reis d'Anglaterra que compta amb quatre diademes en comptes de vuit, o la de Sant Esteve que va ser usada pels reis d'Hongria i té una forma semblant a un casc. Igualment aquesta última té un simbolisme i significat particular, únic en la història, ja que és anomenada Santa Corona Hongaresa i més que una joia de coronació, representa el territori, la població i l'ànima hongaresa, sent ella mateixa la que regna realment, i no els monarques coronats (ells ho fan només en nom de la Santa Corona d'Hongria).
La corona reial oberta va ser la usada a Espanya per representar en alguns casos a l'antiga corona fins al segle xvi. Té el mateix disseny que la corona d'infant.

Representació heràldica comuna d'una corona reial.

## Monarquies regnants
| Bèlgica                                                                               | Dinamarca                                                                                    | Dinamarca                                                     | Espanya                                              | Jordània                                                                            |
| ------------------------------------------------------------------------------------- | -------------------------------------------------------------------------------------------- | ------------------------------------------------------------- | ---------------------------------------------------- | ----------------------------------------------------------------------------------- |
| Corona heràldica de Bèlgica                                                           | Corona Reial de Dinamarca                                                                    | Representació heràldica de la Corona Reial de Dinamarca       | Representació heràldica de la corona reial           | Corona heràldica de Jordània                                                        |
| Corona Reial de Bèlgica (Corona heràldica)                                            | Corona Reial de Dinamarca                                                                    | Representació heràldica de la Corona Reial de Dinamarca       | Representació heràldica de la corona reial d'Espanya | Corona Reial de Jordània (Corona heràldica)                                         |
| Noruega                                                                               | Noruega                                                                                      | Països Baixos                                                 | Regne Unit                                           | Regne Unit                                                                          |
| Representació heràldica de la Corona Reial de Noruega                                 | Representació heràldica de la Corona Reial de Noruega                                        | Representació heràldica de la Corona Reial dels Països Baixos | Corona de Sant Eduard                                | Representació heràldica de la Corona de Sant Eduard                                 |
| Representació heràldica de la Corona Reial de Noruega                                 | Representació heràldica de la Corona Reial de Noruega Variant emprada en l'escut del monarca | Representació heràldica de la Corona Reial dels Països Baixos | Corona de Sant Eduard                                | Representació heràldica de la Corona de Sant Eduard                                 |
| Regne Unit                                                                            | Regne Unit                                                                                   | Suècia                                                        | Suècia                                               | Tailàndia                                                                           |
| Corona imperial de l'Estat                                                            | Representació heràldica de la Corona Reial Escocesa                                          | Corona Reial de Suècia                                        | Representació heràldica de la Corona Reial de Suècia | Representació heràldica de la Gran Corona de la Victòria; Corona Reial de Tailàndia |
| Corona imperial de l'Estat Malgrat el seu adjectiu ha de ser considerada corona reial | Representació heràldica de la Corona Reial Escocesa                                          | Corona Reial de Suècia                                        | Representació heràldica de la Corona Reial de Suècia | Representació heràldica de la Gran Corona de la Victòria Corona Reial de Tailàndia  |

## Monarquies desaparegudes
| França                                                                      | França                                                              | Itàlia                                                                    | Itàlia                                                                    | Hongria                                                                   |
| --------------------------------------------------------------------------- | ------------------------------------------------------------------- | ------------------------------------------------------------------------- | ------------------------------------------------------------------------- | ------------------------------------------------------------------------- |
| Representació heràldica de la Corona Reial de França                        | Corona del rei Lluís XV de França                                   | Corona de Ferro dels Reis d'Itàlia (483-1806)                             | Corona Reial de la Monarquia italiana (Corona heràldica) (1861-1946)      | Corona de sant Esteve                                                     |
| Representació heràldica de la Corona Reial de França                        | Corona del rei Lluís XV de França                                   | Corona de Ferro dels Reis d'Itàlia (483-1806)                             | Corona Reial de la Monarquia italiana (Corona heràldica) (1861-1946)      | Corona de sant Esteve                                                     |
| Altres Corones Reials                                                       |                                                                     |                                                                           |                                                                           |                                                                           |
| Corona de Sant Venceslau (Bohèmia)                                          | Corona Reial de Baviera                                             | Representació heràldica de la Corona Reial de Bulgària                    | Representació heràldica de la Corona Reial d'Egipte                       | Representació heràldica de la Corona Reial de Geòrgia                     |
| Corona de Sant Venceslau Bohèmia                                            | Corona Reial de Baviera                                             | Representació heràldica de la Corona Reial de Bulgària                    | Representació heràldica de la Corona Reial d'Egipte                       | Representació heràldica de la Corona Reial de Geòrgia                     |
| Representació heràldica de la Corona Reial de Grècia                        | Representació heràldica de la Corona Reial de Polònia               | Corona Reial de Prússia                                                   | Corona d'Acer (Romania)                                                   | Corona Reial de Sèrbia/Iugoslàvia                                         |
| Representació heràldica de la Corona Reial de Grècia                        | Representació heràldica de la Corona Reial de Polònia               | Corona Reial de Prússia                                                   | Corona d'Acer (Romania)                                                   | Corona Reial de Sèrbia / Iugoslàvia                                       |
| Portugal                                                                    |                                                                     |                                                                           |                                                                           |                                                                           |
| Corona Reial Tancada amb folre porpra dels Reis de Portugal Segles XVIII-XX | Representació Heràldica de la Corona Reial Tancada amb folre porpra | Representació Heràldica de la Corona Reial Tancada amb cinc arcs visibles | Representació Heràldica de la Corona Reial Oberta                         | Representació Heràldica de la Corona Reial Tancada amb tres arcs visibles |
| Corona Reial Tancada amb folre porpra dels Reis de Portugal Segles XVIII-XX | Representació Heràldica de la Corona Reial Tancada amb folre porpra | Representació Heràldica de la Corona Reial Tancada amb cinc arcs visibles | Representació Heràldica de la Corona Reial Tancada amb tres arcs visibles | Representació Heràldica de la Corona Reial Oberta                         |